# Nijō Mitsuhira
Nijō Mitsuhira (二条 光平, 1624-1682), fils de Nijō Yasumichi, est un noble de cour japonais (kugyō) du début de la période Edo. Il exerce la fonction de régent kampaku des empereurs Go-Kōmyō et Go-Sai de 1653 à 1663 et régent sesshō pour l'empereur Reigen de 1663 à 1664. Son fils adoptif est Nijō Tsunahira. Une de ses filles est l'épouse consort de Tokugawa Tsunashige, le troisième daimyo du domaine de Kōfu.